# Green City (Misuri)
Green City es una ciudad ubicada en el condado de Sullivan en el estado estadounidense de Misuri. En el Censo de 2010 tenía una población de 657 habitantes y una densidad poblacional de 173,63 personas por km².

## Geografía
Green City se encuentra ubicada en las coordenadas 40°15′53″N 92°57′42″O / 40.26472, -92.96167. Según la Oficina del Censo de los Estados Unidos, Green City tiene una superficie total de 3.78 km², de la cual 3.71 km² corresponden a tierra firme y (2.05%) 0.08 km² es agua.

## Demografía
Según el censo de 2010, había 657 personas residiendo en Green City. La densidad de población era de 173,63 hab./km². De los 657 habitantes, Green City estaba compuesto por el 93.3% blancos, el 0.3% eran afroamericanos, el 0.76% eran amerindios, el 0.3% eran asiáticos, el 0% eran isleños del Pacífico, el 3.5% eran de otras razas y el 1.83% pertenecían a dos o más razas. Del total de la población el 6.85% eran hispanos o latinos de cualquier raza.